# ElectraMeccanica

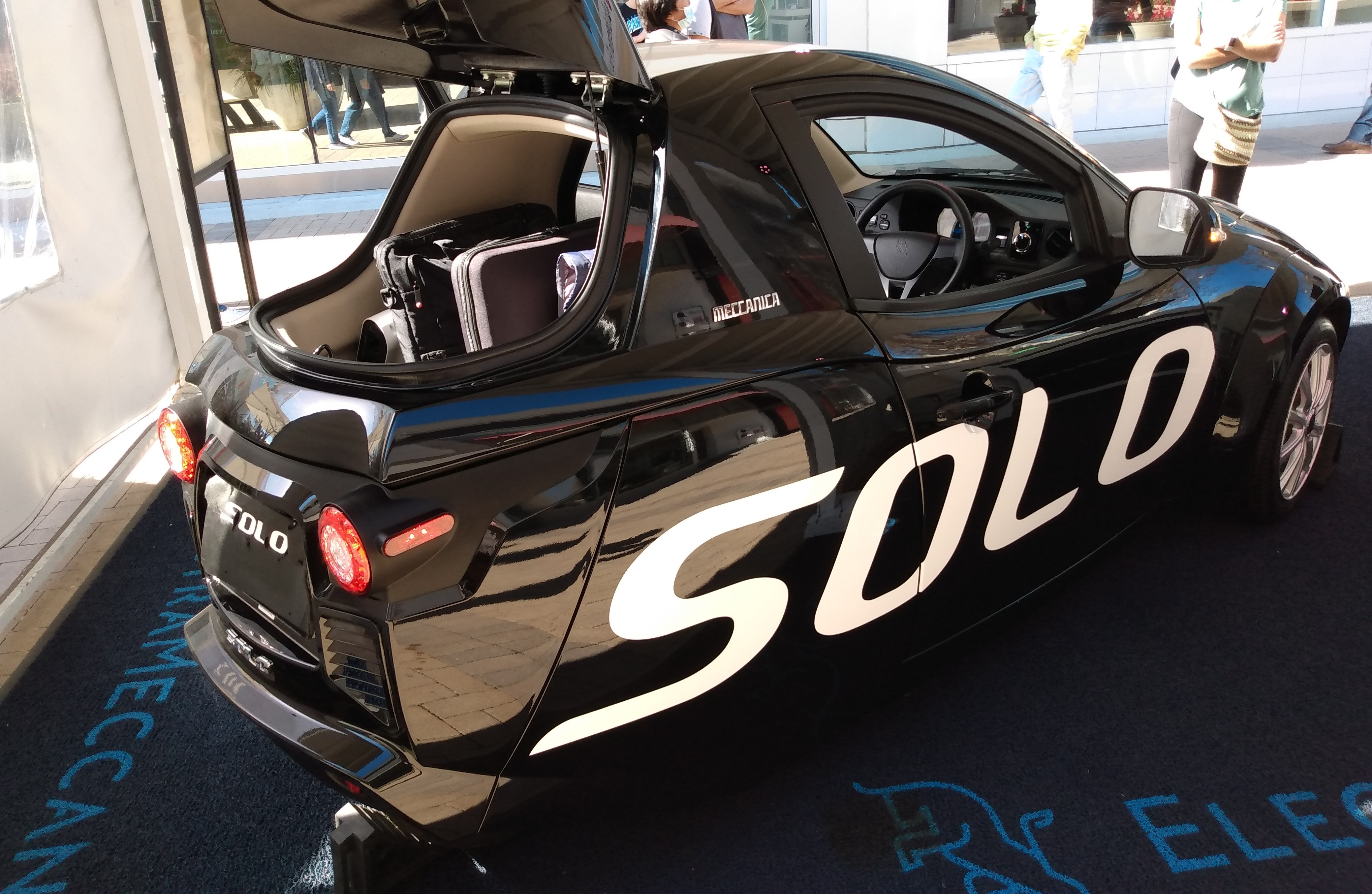
ElectraMeccanica Solo EV

ElectraMeccanica – kanadyjski producent trójkołowych samochodów elektrycznych, a następnie amerykańskie przedsiębiorstwo z branży elektromobilności, z siedzibą w Mesa, działający od 2015 roku.

## Historia
Startup ElectraMeccanica powstał w 2015 roku w Vancouver przez założyciela producenta nadwozi Intermeccanica, Henry'ego Reisnera, oraz jego partnera biznesowego Jerry'ego Krolla. Za cel obrano rozwój technologii skoncentrowanych na elektromobilności i samochodach elektrycznych, przypieczętowując przygotowania do budowy takiego pojazdu zainicjowane w 2012 roku. Pierwotnie planowano wykorzystać przejęte w 2015 prawa do produkcji dawnego modelu Corbin Sparrow, jednak pomysł ten szybko zarzucono na rzecz chęci rozwinięcia głęboko zmodernizowanej, nowej wersji elektrycznego trójkołowca o nazwie "Solo". Aby zgromadzić fundusze na zrealizowanie projektu i sfinalizowanie planów seryjnej produkcji, w 2018 roku ElectraMeccanica stała się spółką publiczną na nowojerskiej giełdzie NASDAQ.
Firma po wejściu na giełdę z powodzeniem znalazła inwestorów, pierwszą próbną pulę modeli Solo EV budując już w drugiej połowie 2018 roku w kanadyjskiej manufakturze firmy w kanayjskim New Westminster. Ostatecznie, do seryjnej produkcji wybrano jednak chińskiego partnera - firmę Zongshen Industrial Group z Chongqing, który pozwolił na rozpoczęcie dostaw pierwszych sztuk do klientów w październiku 2021 głównie na terenie Stanów Zjednoczonych.
W lutym 2022 roku firma poszerzyła swoje portfolio o wariant dostawczy, Solo Cargo, rozpoczynając dostawy w drugim kwartale tego samego roku i jednocześnie ogłaszając plany powrotu do produkcji trójkołowców lokalnie, w budowanych w międzyczasie do tego celu zakładach w Mesa w amerykańskiej Arizonie. Pod koniec tego samego roku zaszły zmiany na szczeblu kierowniczym, decydując się zamknąć dotychczasowe biuro w Vancouver i w całości przenieść przedsięwzięcie do amerykańskiej Mesy. Nowe kierownictwo doprowadziło do radykalnej zmiany także na polu strategii - w kwietniu 2023 ElectraMeccanica ogłosiła zakończenie produkcji Solo i wycofanie się z dalszego wytwarzania niszowego trójkołowca o napędzie elektrycznym. Firma zaoferowała wykupienie większości (429 sztuk) sprzedanych dotąd egzemplarzy wyprodukowanych w Kanadzie, Chinach i USA, deklarując skupienie się odtąd na rozwoju konwencjonalnych, czterokołowych pojazdów elektrycznych.

## Modele samochodów

### Historyczne
- Solo (2018–2023)